# DBW
El dBW es una unidad de medida de potencia expresada en decibelios (dB) relativa a un vatio (W). Se utiliza como una medida conveniente de la potencia absoluta a causa de su capacidad para expresar tanto valores muy grandes como muy pequeñas en forma corta, p.e. 1 mW = −30 dBW, 1 W = 0 dBW, 10 W = 10 dBW, 100 W = 20 dBW y 1.000.000 W = 60 dBW. Es distinto del dBm, el cual está referenciado a 1 mW (0.001 W).

## Conversión de unidades
{\displaystyle {\mbox{Potencia en dBW}}=10\log _{10}{\frac {\mbox{Potencia en W}}{1\mathrm {W} }}}
Para pasar de un valor en dBW a dBm solo es necesario sumar 30 porque 1 W son 1.000 mW y un ratio de 1.000 (en potencia) son 30 dB, p.e. 10 dBm (10 mW) es igual que −20 dBW (0.01 W).ho
Aunque el uso de decibelios (dB) junto con unidades del SI está permitido, el uso de dBW no lo está.